# Adams River (Gordon River)
Der Adams River ist ein Fluss im Südwesten des australischen Bundesstaates Tasmanien. 

## Geografie

### Flusslauf
Der Fluss entspringt an den Nordwesthängen des Ibsens Peak am Südende der Saw Back Range und fließt zunächst nach Norden zwischen der Saw Back Range und der direkt am Ostufer des Lake Gordon gelegenen Ragged Range hindurch. Am Nordende der Ragged Range biegt er scharf nach Westen ab und ergießt sich in einem Wasserfall in den Lake Gordon, womit er in den Gordon River mündet. Im Lake Gordon nimmt er den von Süden kommenden Wedge River auf.
In seiner gesamten Länge verläuft der Adams River durch vollkommen unbewohntes Gebiet in der Adamsfield Conservation Area, einem staatlichen Schutzgebiet.

### Nebenflüsse mit Mündungshöhen
- Abel Creek – 377 m
- Wedge River – 296 m[1]

### Durchflossene Stauseen
- Lake Gordon – 296 m[1]